# Scuola-Città Pestalozzi
La Scuola-Città "Pestalozzi" è una scuola statale sperimentale, facente parte dell'istituto comprensivo "Centro storico-Pestalozzi" e intitolata al pedagogo svizzero Johann Heinrich Pestalozzi (1746-1827), situata nel centro di Firenze, in via delle Casine 1, nel quartiere di Santa Croce.

## Storia
È stata fondata nel gennaio del 1945 da Ernesto Codignola e dalla moglie Anna Maria Melli. Gli obiettivi principali del progetto originario erano: offrire un servizio sociale alle famiglie disagiate del rione, tra i più popolari e malfamati di Firenze e tra i più disastrati dalla guerra e costituire uno spazio educativo per la formazione del cittadino, dove coniugare l'istruzione ed il consolidamento di una coscienza civica e democratica. Codignola e la moglie intitolarono probabilmente la scuola a Pestalozzi perché si ispiravano ai principi teorici del pedagogista svizzero, fondati su: attenzione all’affettività, esperienza pratica, e autonomia degli studenti; tutto questo in Svizzera avveniva con lo scopo di avviare, in concreto, un modello pedagogico di liberazione ed elevazione etico-sociale delle classi più povere e, dunque, un esperimento esemplare di educazione nazionale e popolare e anche ciò appare essere la ragione fondante della sperimentazione fiorentina.
In quegli anni si configurava come una delle poche scuole private di orientamento laico in Italia.
Nel 1946 viene riconosciuta dal Ministero della Pubblica Istruzione e nasce come scuola di "differenziazione didattica", nome dato allora alle scuole sperimentali a tempo pieno.
Viene cogestita, sia dagli adulti che dai ragazzi, come una piccola città, dotata di un'amministrazione in miniatura con tanto di sindaco, assessori, consiglieri comunali e corte di giustizia. Da questi aspetti deriva, in parte, il nome della scuola.
Vengono valorizzate le attività manuali come tipografia, falegnameria, orto, giardino, e altre attività importanti per la formazione culturale come il giornale e la biblioteca.

Ernesto e Anna Maria Codignola nel 1951, presentando il loro esperimento di scuola "attiva" a pochi mesi dal suo inizio, scrivono: 

E ancora:

### Trasformazioni

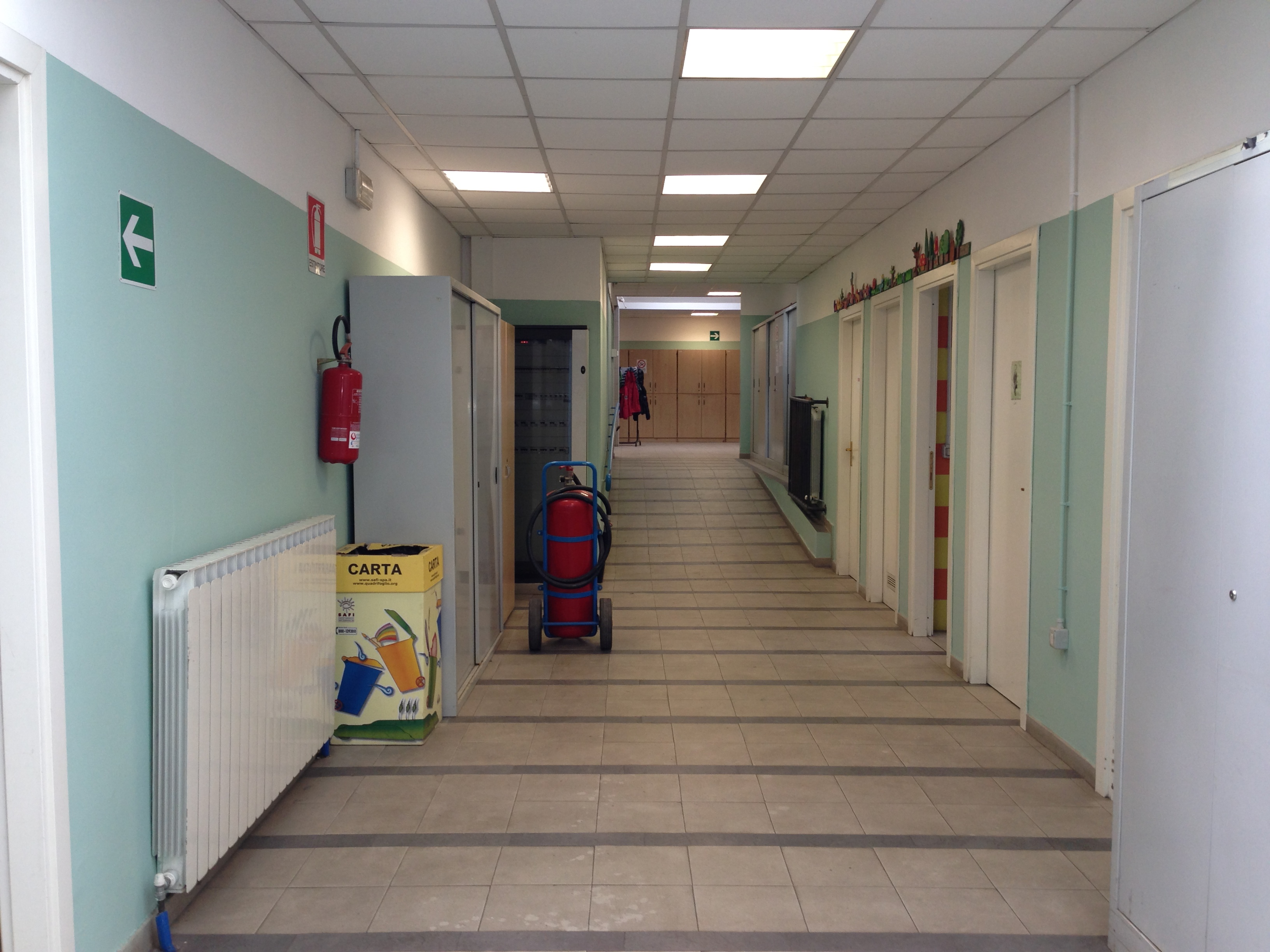
Il corridoio principale

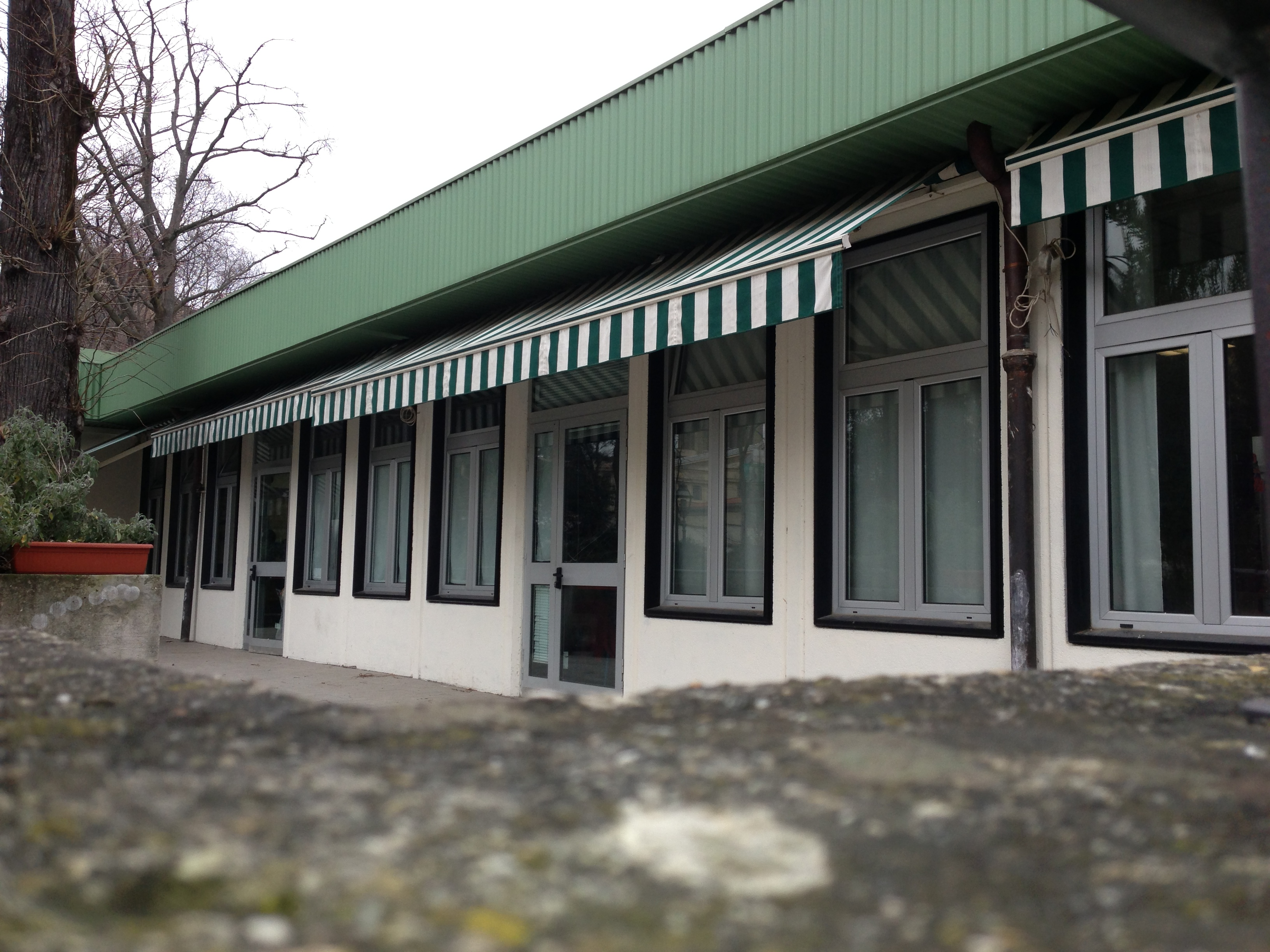
La scuola vista dal giardino

Nel corso della direzione di Raffaele Laporta, nacque il "collegio degli insegnanti" con il compito di determinare la linea educativa della scuola, ed il "consiglio di direzione", organo esecutivo più ristretto, chiamato a condividerne le responsabilità; si configurerà come una sorta di anticipazione degli organi collegiali, istituiti in seguito su scala nazionale.
Nel 1963, quando viene istituita la scuola media unica, Scuola-Città è la prima a sperimentare un percorso unitario dell'obbligo scolastico.
Man mano vengono avviate una serie di attività didattiche sperimentali: oltre al tempo pieno e agli organi collegiali, si distinguono l'uso della biblioteca come alternativa al libro di testo unico, l'insegnamento della lingua inglese fin dalla prima elementare, la continuità tra scuola elementare e scuola media, la redazione di un giornalino, la messa in scena di spettacoli. Alcune delle innovazioni didattiche sperimentate negli anni '60 vengono diffuse nelle altre scuole italiane.
Nella seconda metà degli anni '70, esaurita l'idea di Scuola-Città come scuola totalmente diversa dalle altre, avviene la trasformazione in "scuola-laboratorio" per sperimentare le innovazioni a livello strutturale e didattico. Nel 1975, sulla scorta dei decreti delegati che introducevano nella scuola la ricerca e la sperimentazione legandole all'aggiornamento degli insegnanti, il Ministero della Pubblica Istruzione riconosce Scuola-Città come scuola totalmente sperimentale.
La scuola ha da sempre operato nel campo della formazione dei docenti; nel 1997 il collegio dei docenti e il comitato tecnico-scientifico ne deliberano la costituzione come "centro risorse per la formazione dei docenti" e di "laboratorio sperimentale" della facoltà di Scienze della formazione dell'Università degli Studi di Firenze.
Stefania Cotoneschi, nota matematica e autrice italiana, ha insegnato per oltre un quarto di secolo nella scuola.

### La crisi del 2003 e gli sviluppi successivi
Nell’aprile 2003 viene rilevata una contraddizione tra il decreto ministeriale che la riconosceva scuola totalmente sperimentale nel 1975 e la legge sull'autonomia scolastica. Il dirigente viene quindi rimosso, la direzione scolastica regionale riduce il personale insegnante di cinque unità e nega la nomina di un nuovo direttore aggregando la scuola al circolo 1 di Firenze. Successivamente, dato il rischio di un’ulteriore riduzione del personale scolastico o addirittura della chiusura della scuola, nel mese di giugno i genitori e il personale didattico attivano un’assemblea di protesta permanente all’interno dei locali della scuola. Il settembre successivo la scuola riapre regolarmente senza un’ulteriore riduzione dei docenti. 
Nel 2006 entra a far parte della "Rete nazionale delle scuole-laboratorio", insieme alla scuola "Don Milani" di Genova e al Convitto Scuola della Rinascita di Milano, e ottiene dal MIUR il riconoscimento di scuola laboratorio. Guadagna una maggiore autonomia operativa diventando "istituto comprensivo autonomo" grazie all'aggregazione con la "scuola carceraria" e con il "Centro Territoriale Permanente per l'educazione degli adulti (CTP).
Negli anni successivi, l'istituto Pestalozzi si fonde, prima con il circolo didattico numero 5 e in seguito con l'istituto comprensivo "Centro storico - Carducci". Dall'anno scolastico 2012-2013, Scuola-Città fa parte dell'istituto comprensivo "Centro storico - Pestalozzi", unitamente alle scuole dell'infanzia, primarie e secondarie di primo grado della zona.

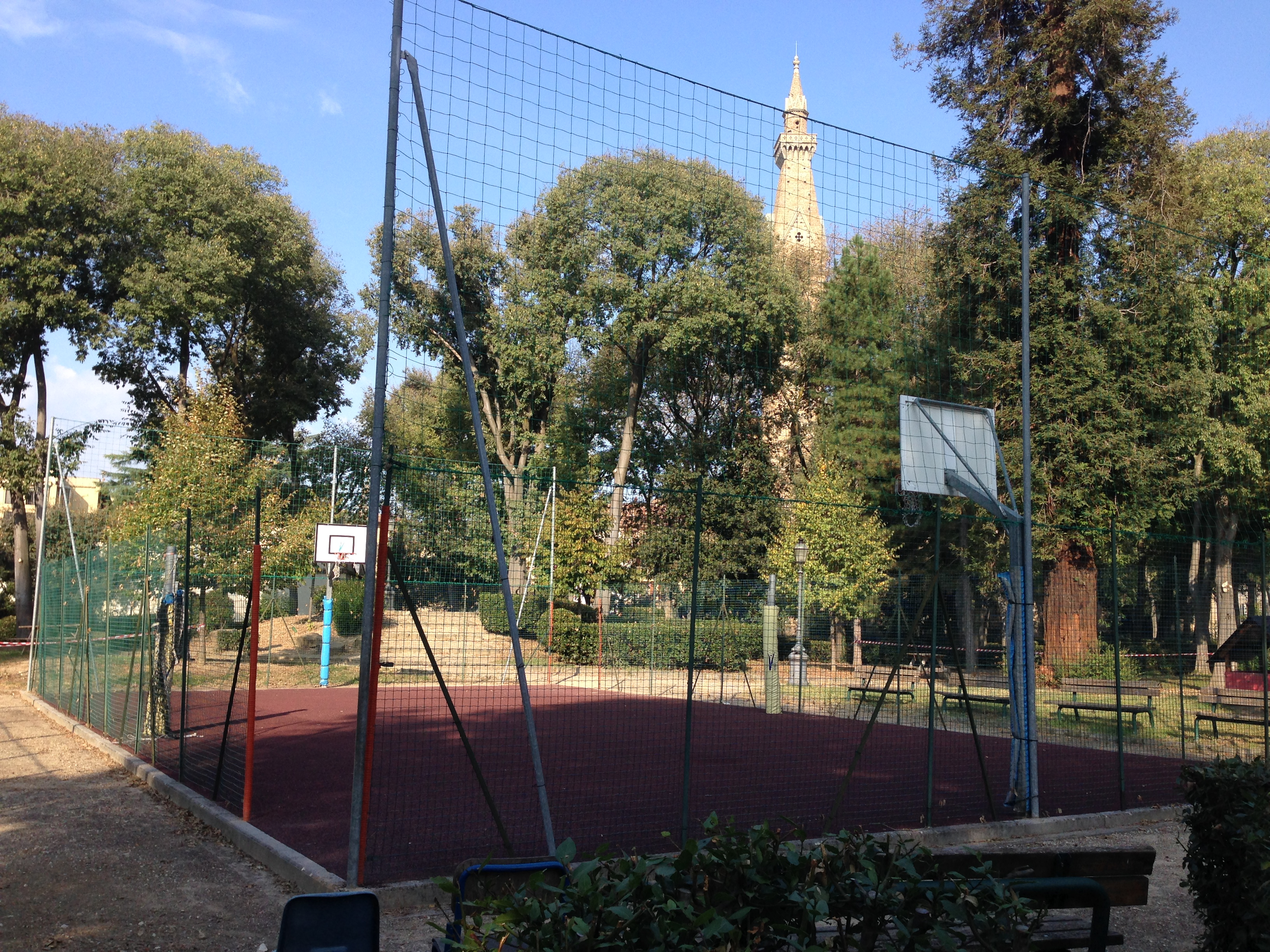
Campetto da basket

La struttura dispone di laboratori attrezzati: biblioteca, falegnameria, redazione giornale, teatro, aula di arte, aula multimediale, aula di musica, palestra e, in giardino, campo di pallavolo e di calcetto.

### GASP
È un'associazione di genitori costituita nel 1993 per iniziativa di alcuni di loro. L'associazione "GASP" (Genitori Alunni Scuola Pestalozzi), si pone l'obiettivo di stabilire la collaborazione ed una continuità di azione tra i genitori, la scuola ed il territorio. Partecipa alla diffusione del progetto educativo di Scuola-Città e fa parte della "Rete scuole area fiorentina".

### Consiglio degli alunni
Il Consiglio degli alunni è, a tutti gli effetti, un organo collegiale di Scuola Città Pestalozzi ed è un'espressione tipica di democrazia rappresentativa. Il fine principale di questa attività è quello di introdurre i ragazzi all'impegno ed alla partecipazione democratica, facendone loro apprendere i meccanismi attraverso l'esperienza diretta. Ogni anno in ogni classe vengono eletti due rappresentanti e due sostituti (due maschi e due femmine) per poter andare a rappresentare la propria classe al Consiglio, ed internamente al consiglio degli alunni vengono eletti un presidente e un vicepresidente di solito di terza o seconda media.

## Direttori
Dopo il fondatore Ernesto Codignola, negli anni si sono succeduti:
- Raffaele Laporta 1957-1964[22][23]
- Lydia Tornatore 1964-1971
- Giovanna Barbieri 1972-1975
- Aldo Pettini 1975-1978
- Giuseppe Mazzei 1978-1984
- Andrea Binazzi 1985-1994
- Carlo Testi 1994-2003
- Massimo Docci 2004
- Ugo Giorgi 2004-2005
- Stefano Dogliani 2006-2015
- Carla Busconi 2016-2019
- Francesco Spadafora dal 2020